# Hsieh Wei-lin
Hsieh Wei-lin, född 28 mars 1893 i Songjiang, död okänt när, var en kinesisk diplomat som tjänstgjorde för Republiken Kina. Han var den förste kinesiske diplomat i Sverige som hade ambassadörs rang och den siste som representerade Republiken Kina i Sverige innan Kuomintang förlorade det kinesiska inbördeskriget och drog sig tillbaka till Taiwan.
Hsieh tog examen vid universitetet i Soochow och avlade senare en examen i juridik vid Universitetet i Paris. 1918 inträdde han i diplomatisk tjänst som attaché vid Kinas legation i Paris och tjänstgjorde sedan vid legationerna i Rom och Haag. Han arbetade även vid Kinas justitieministerium och utrikesministerium i Nanking, innan han åter blev kinesiskt sändebud i Paris 1931.
I oktober 1938 tillträdde han som Republiken Kinas minister i Stockholm och i september 1947 befordrades han till ambassadörs rang. I samband med att Sverige upprättade diplomatiska förbindelser med Folkrepubliken Kina 1950 trädde han tillbaka som Kinas ambassadör den 19 januari 1950.
Han tjänstgjorde sedan som Republiken Kina i Taiwans representant i Röda korset och som ambassadör i Ecuador.
Ambassadör Hsieh Wei-lin blev Kommendör med stora korset av Kungl. Nordstjärneorden (KmstkNO) 1947 och erhöll det med anledning av Konung Gustaf V:s 90-årsdag instiftade minnestecknet (GV:sJmtII) i juni 1948.